# Camponotus reichenspergeri
Camponotus reichenspergeri är en myrart som beskrevs av Santschi 1926. Camponotus reichenspergeri ingår i släktet hästmyror, och familjen myror. Inga underarter finns listade.